# Deutsche Schwimmmeisterschaften 1958
Die 70. Deutschen Meisterschaften im Schwimmen fanden vom 6. bis 10. August 1958 im Freibad Grimberg in Gelsenkirchen statt. Es nahmen über 800 Schwimmer aus 145 Vereinen an den Meisterschaften teil.
| Disziplin            | Männer                | Männer                      | Männer            | Frauen                        | Frauen                        | Frauen            |
| Disziplin            | Name                  | Verein                      | Zeit              | Name                          | Verein                        | Zeit              |
| -------------------- | --------------------- | --------------------------- | ----------------- | ----------------------------- | ----------------------------- | ----------------- |
| 100 m Kraul          | Paul Voell            | SSV Rheydt                  | 0:57,2 min NR     | Ursel Winkler                 | SSV Reutlingen 05             | 1:07,4 min        |
| 200 m Kraul          | Hans Zierold          | Hamburger SC                | 2:08,3 min NR     | nicht ausgetragen             | nicht ausgetragen             | nicht ausgetragen |
| 400 m Kraul          | Hans Zierold          | Hamburger SC                | 4:39,4 min NR     | Ursel Winkler                 | SSV Reutlingen 05             | 5:16,8 min        |
| 1500 m Kraul         | Hans Zierold          | Hamburger SC                | 19:24,4 min       | nicht ausgetragen             | nicht ausgetragen             | nicht ausgetragen |
| 200 m Brust          | Klaus Bodinger        | KSN 99 Karlsruhe            | 2:43,5 min        | Wiltrud Urselmann             | Krefeld 09                    | 2:54,9 min NR     |
| 100 m Rücken         | Ekkehard Miersch      | SV Nikar Heidelberg         | 1:08,9 min        | Helga Schmidt                 | Oldenburger SV                | 1:18,0 min        |
| 100 m Schmettern     | nicht ausgetragen     | nicht ausgetragen           | nicht ausgetragen | Ursel Winkler                 | SSV Reutlingen 05             | 1:18,0 min        |
| 200 m Schmettern     | Horst Weber           | Schwimmverein Bayreuth 1921 | 2:32,0 min        | nicht ausgetragen             | nicht ausgetragen             | nicht ausgetragen |
| 4 × 100 m Lagen      | Hamburger SC          | Hamburger SC                | 4:36,0 min        | Düsseldorfer Schwimmclub 1898 | Düsseldorfer Schwimmclub 1898 | 5:23,9 min        |
| 4 × 100 m Rücken     | Hamburger SC          | Hamburger SC                | 4:45,9 min NR     | SV Nikar Heidelberg           | SV Nikar Heidelberg           | 5:36,6 min NR     |
| 4 × 100 m Schmettern | Bremen 85             | Bremen 85                   | 4:34,8 min NR     | Düsseldorfer Schwimmclub 1898 | Düsseldorfer Schwimmclub 1898 | 5:55,4 min        |
| 4 × 200 m Brust      | Wasserfreunde München | Wasserfreunde München       | 11:34,0 min       | Hellas Berlin                 | Hellas Berlin                 | 12:38,2 min NR    |
| 4 × 100 m Kraul      | nicht ausgetragen     | nicht ausgetragen           | nicht ausgetragen | Düsseldorfer Schwimmclub 1898 | Düsseldorfer Schwimmclub 1898 | 4:47,7 min        |
| 4 × 200 m Kraul      | Bremer SC 85          | Bremer SC 85                | 9:03,5 min NR     | nicht ausgetragen             | nicht ausgetragen             | nicht ausgetragen |

## Randnotiz
Im Vorlauf der 4 × 100 m Lagen der Männer wurde die Staffelmannschaft des Bremer SC 85 wegen einer falschen Wende disqualifiziert. Nach den Finallauf schwamm die Staffelmannschaft des Bremer SC 85 alleine im Becken noch einmal und erzielten mit 4:33,2 Minuten einen neuen deutschen Rekord; der Hamburger SC blieb weiterhin deutscher Meister 1958 in 4 × 100 m Lagen der Männer.